# 戴维·史蒂文森
戴维·史蒂文森（英語：David Stevenson，1999年1月1日—），英国男子网球运动员，目前主攻双打比赛。
史蒂文森曾代表孟菲斯大学参加大学网球比赛。
他赢得了3个ATP挑战赛双打冠军，分别是与查尔斯·布鲁姆搭档赢得的2024年科泽尔基网球公开赛冠军，与马库斯·威利斯搭档赢得的2024年台北海碩網球公開賽冠军，以及与克利夫·哈珀搭档赢得的2025年卢加诺网球挑战赛冠军。